# Francisco Sá Carneiro
Francisco Manuel Lumbrales de Sá Carneiro (ur. 19 lipca 1934 w Porto, zm. 4 grudnia 1980 w Loures) – portugalski prawnik i polityk, współzałożyciel i lider Partii Socjaldemokratycznej, parlamentarzysta i minister, a w 1980 premier Portugalii.

## Życiorys
Ukończył prawo na Uniwersytecie Lizbońskim, po czym praktykował jako adwokat. Od czasów studenckich działał w Akcji Katolickiej. W działalność polityczną zaangażował się pod koniec lat 60. w okresie rządów Marcela Caetano. W 1969 został wybrany do parlamentu z listy partii rządzącej. Zaczął się jednak dystansować wobec rządów dyktatorskich, współorganizował kilkuosobową liberalną grupę deputowanych, do której należeli również m.in. Francisco Pinto Balsemão i João Bosco Mota Amaral. W 1973 na znak protestu wobec braku demokratycznych przemian zrezygnował z mandatu parlamentarnego.
Po rewolucji goździków z 1974 znalazł się w gronie założycieli Partii Ludowo-Demokratycznej, w 1976 przekształconej w Partię Socjaldemokratyczną. Został w jej ramach sekretarzem generalnym, w 1975 z powodów zdrowotnych czasowo zastąpił go Emídio Guerreiro. W październiku 1976 został przewodniczącym PSD, ustąpił z tej funkcji w kwietniu 1977. W lipcu 1978 ponownie stanął na czele socjaldemokratów.
Od maja do lipca 1974 był ministrem bez teki w rządzie, którym kierował Adelino da Palma Carlos. Od 1975 zasiadał w parlamencie – najpierw w konstytuancie, następnie w Zgromadzeniu Republiki. Zorganizował Sojusz Demokratyczny (z udziałem PSD, Centrum Demokratyczno-Społecznego i monarchistów), który wygrał wybory z 1979 i 1980. W grudniu 1979 został desygnowany na stanowisko premiera, urząd objął w styczniu 1980.
Przed wyborami prezydenckimi z grudnia 1980 wspierał Antónia Soaresa Carneiro przeciwko ubiegającemu się o reelekcję (i późniejszemu zwycięzcy) Antóniowi Ramalho Eanesowi. 4 grudnia 1980, na trzy dni przed głosowaniem, Francisco Sá Carneiro m.in. wraz z ministrem obrony, udając się na wiec wyborczy, zginął w katastrofie samolotu Cessna 421, który rozbił się wkrótce po starcie.
Katastrofa ta wzbudziła liczne kontrowersje i stała się przedmiotem kolejnych śledztw parlamentarnych. W szczególności komisje z 1995 i 2004 stwierdzały, że doszło do niej na skutek sabotażu.

## Odznaczenia
- Krzyż Wielki Orderu Chrystusa (1981)
- Krzyż Wielki Orderu Wieży i Miecza (1986)
- Krzyż Wielki Orderu Wolności (1990)[7]